# Жамбейру (Сан-Паулу)
Жамбейру (порт. Jambeiro) — муниципалитет в Бразилии, входит в штат Сан-Паулу. Составная часть мезорегиона Вали-ду-Параиба-Паулиста. Входит в экономико-статистический микрорегион Параибуна/Парайтинга. Население составляет 4515 человек на 2006 год. Занимает площадь 183,758 км². Плотность населения — 24,6 чел./км².

## История
Город основан 30 марта 1876 года.

## Статистика
- Валовой внутренний продукт на 2003 составляет 79.910.234,00 реалов (данные: Бразильский институт географии и статистики).
- Валовой внутренний продукт на душу населения на 2003 составляет 18.692,45 реалов (данные: Бразильский институт географии и статистики).
- Индекс развития человеческого потенциала на 2000 составляет 0,779 (данные: Программа развития ООН).

## География
Климат местности: умеренный.